# Paul Schulmeister
Paul Schulmeister (* 17. September 1942 in Wien; † 5. November 2011 ebenda) war ein österreichischer Journalist.

## Leben
Schulmeister war ein Sohn des Journalisten Otto Schulmeister und Bruder des Wirtschaftswissenschaftlers Stephan Schulmeister. Der promovierte Jurist begann seine journalistische Laufbahn 1968 bei der deutschen Tageszeitung Die Welt. Von 1972 bis 2004 arbeitete er für den ORF, davon insgesamt 15 Jahre als Deutschland-Korrespondent in der Bundeshauptstadt Bonn und in Berlin. Ab 1984 war er beim ORF-Fernsehen Leiter der Auslandsredaktion, Moderator und ständiger Kommentator sowie ab 1991 auch stellvertretender Chefredakteur. Nach seiner Pensionierung 2004 arbeitete er als freier Journalist und Publizist in Wien.
Er war von 1985 bis 1988 Präsident der Katholischen Aktion Österreich sowie von 2005 bis 2008 Präsident des Katholischen Akademikerverbandes Österreichs.
Beunruhigt durch die im Zuge der „Affäre Waldheim“ in Österreich zu beobachtenden antisemitischen Begleiterscheinungen trieb Schulmeister als Präsident der KAÖ zwischen 1986 und 1988 mit einer Serie viel beachteter Spitzenbegegnungen „Schalom für Österreich“ die christlich-jüdischen Verständigungsbemühungen voran. Auch auf Grund dieser Anstöße gibt es bis heute in mehreren Diözesen Österreichs regelmäßige christlich-jüdische Begegnungen.
2006 initiierte er unter dem Eindruck des „dänischen Karikaturenstreits“ gemeinsam mit dem früheren ORF-Leiter der Abteilung Religion, Peter Pawlowsky, und Heinz Nußbaumer sowie Tarafa Baghajati die Plattform Christen und Muslime. In Fortführung dieser Initiative hat sich die Plattform 2014 als Verein konstituiert.
Schulmeister hatte drei Söhne und eine Tochter. Er starb an den Folgen einer Krebserkrankung und wurde auf dem Neustifter Friedhof (12-2-20) in Wien beigesetzt.

## Ehrungen und Auszeichnungen
- 1993: Staatspreis für publizistische Leistungen im Interesse der Geistigen Landesverteidigung.
- 2011: Ritterkreuz des Gregoriusorden (Cavaliere dell’Ordine di San Gregorio Magno) für sein Wirken für die Verständigung der Religionen.[6]
- Goldenes Ehrenzeichen für Verdienste um die Republik Österreich
- Großes Ehrenzeichen für Verdienste um die Republik Österreich
- Verdienstkreuzes 1. Klasse der Bundesrepublik Deutschland.[7]

## Veröffentlichungen
- Johannes Paul II. und Österreich, Donauland 1990, ISBN 3704601799
- (Hrsg.) Das Ende der Eiszeit. Von Michail Gorbatschow zu Vaclav Havel, Edition S1 1990, ISBN 3704601799 zusammen mit Franz Hlavac
- Wende-Zeiten. Eine Revolution im Rückblick, Residenz Verlag, Salzburg 2009, ISBN 3701731446